# Filmographie de Laurel et Hardy

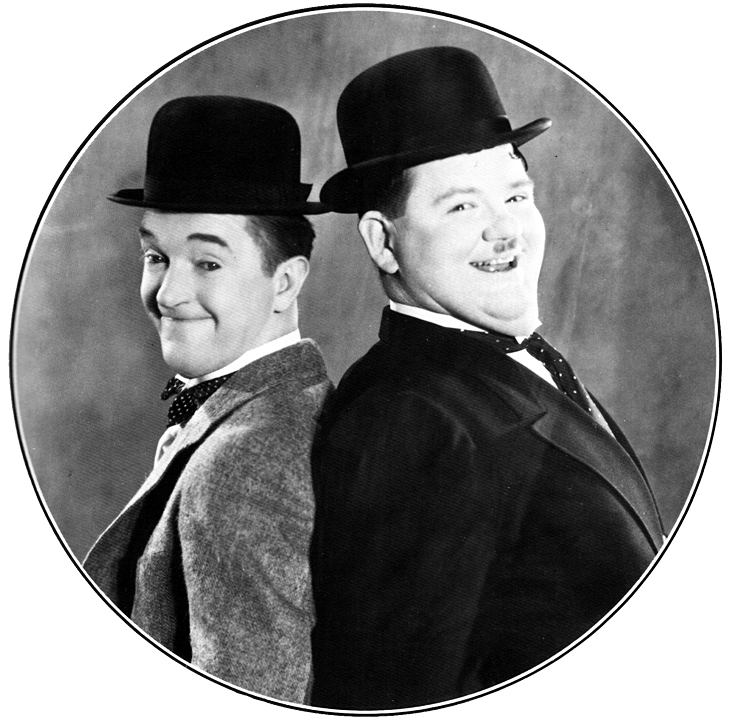
Photo de Stan Laurel et Oliver Hardy dans le film,The Flying Deuces par Hal Roach Studios en 1930

Stan Laurel et Oliver Hardy forment le duo comique le plus célèbre de l'histoire du cinéma. Ils ont tourné plus d'une centaine de films ensemble.

## Les courts métrages muets
Pour respecter une certaine chronologie les films sont classés en fonction de leur date de production et de leur distribution et non celle de leur sortie indiquée entre parenthèses.
Stan Laurel et Oliver Hardy apparaissent pour la première fois ensemble au générique d’un même film en tant qu’acteurs dans Le Veinard (The Lucky dog) bien avant que le duo comique qui va les rendre célèbres ne soit constitué. En 1925, Oliver Hardy rejoint les Studios Hal Roach et tourne dans le film Yes, Yes, Nanette que réalise Stan Laurel qui y travaille déjà depuis plus de deux ans.
Ils vont naturellement travailler et tourner ensemble sans qu’il soit possible de dire à partir de quel film on puisse véritablement considérer que la constitution du duo soit effective. Cette dernière se déroule sur plusieurs d’entre eux mais a cependant lieu très tôt durant les premiers films qu’ils tournent sous la direction de Fred Guiol.
Le duo comique se forme à l’aube du cinéma parlant et les premiers films de Laurel et Hardy sont des films muets. Il faut cependant signaler que certains de ces derniers comme Habeas Corpus ou Vive la liberté (Liberty) sont sortis sonores, mais ne comportant que musique et bruitage, les dialogues restant des intertitres, peuvent être considérés comme des films muets.

### Distribué par Metro Pictures Corporation
- Novembre 1919[1] - Le Veinard (The Lucky dog)[2] de Jess Robbins (octobre 1921)

### Distribué par Pathé Exchange
- Août 1926 - Scandale à Hollywood (45 minutes from Hollywood) de Fred Guiol (23 décembre 1926)
- Septembre 1926 - Maison à louer (Duck Soup) de Fred Guiol (13 mars 1927)
- Octobre 1926 - En plein méli-mélo (Slipping Wives) de Fred Guiol (3 avril 1927)
- Janvier 1927 Un ancien flirt (Love 'Em and Weep) de Fred Guiol (12 juin 1927)
- Février 1927 Il était un petit navire (Why Girls Love Sailors) de Fred Guiol (17 juillet 1927)
- Mars 1927 Les Gaietés de l’infanterie (With Love and Hisses) de Fred Guiol (28 août 1927)
- Avril 1927 À bord du Miramar (Sailors Beware!) de Fred Guiol (25 septembre 1927)
- Mai 1927 Laurel et Hardy à l'âge de pierre (Flying Elephants) de Frank Butler (12 février 1928)
- Mai ou juin 1927 ? Now I'll Tell One de James Parrott (5 octobre 1927)
- Mai 1927 Les Deux Détectives (Do Detective Think?) de Fred Guiol (20 novembre 1927)
- Juin 1927 Les Forçats du pinceau ou 200 ans de prison (The Second Hundred Years) de Fred Guiol (8 octobre 1927)

### Distribué par Metro-Goldwyn-Mayer
- Juin 1927 Poursuite à Luna-Park (Sugar Daddies) de Fred Guiol (10 septembre 1927)
- Juin 1927 Le Chant du coucou (Call of the Cuckoo) de Clyde Bruckman (15 octobre 1927)
- Juillet/août 1927 Plus de chapeau (Hats Off) d'Hal Yates (5 novembre 1927)
- Août 1927 Mon neveu l’Écossais (Putting Pants on Philip) de Clyde Bruckman (3 décembre 1927)
- Septembre/octobre 1927 La Bataille du siècle (The Battle of The Century) de Clyde Bruckman (31 décembre 1927)
- Octobre 1927 Laissez-nous rire (Leave 'Em Laughing) de Clyde Bruckman (28 janvier 1928)
- Novembre/décembre 1927Laurel et Hardy constructeurs (The Finishing Touch) de Clyde Bruckman (25 février 1928)
- Décembre 1927 À la soupe (From Soup to Nuts) d'Edgar Kennedy (24 mars 1928)
- Janvier 1928 Ton cor est à toi (You're Darn Tootin') d'Edgar Kennedy (21 avril 1928)
- Février/mars 1928 La Minute de vérité (Their Purple Moment) de James Parrott (19 mai 1928)
- Mars[3] 1928 Un homme à boue (Should Married Men Go Home?) de James Parrott (8 septembre 1928)
- Mai[4] 1928 Le Valet casse tout (Early to Bed) d'Emmett J. Flynn (6 octobre 1928)
- Juin/juillet 1928 V'là la flotte (Two Tars) de James Parrott (3 novembre 1928)
- Juillet 1928 Habeas Corpus (Habeas Corpus) de James Parrott (1er décembre 1928) (sonore : musique et bruitage)
- Août/septembre 1928 On a gaffé (We Faw Down) de Leo McCarey (29 décembre 1928) (sonore : musique et bruitage)
- Octobre/novembre 1928 Vive la liberté (Liberty) de Leo McCarey (26 janvier 1929) (sonore : musique et bruitage)
- Novembre/décembre 1928 Y a erreur ! (Wrong Again) de Leo McCarey (23 février 1929) (sonore : musique et bruitage)
- Décembre 1928 C'est ma femme (That's My Wife) de Lloyd French (23 mars 1929) (sonore : musique et bruitage)
- Décembre 1928 Œil pour œil (Big Business) de James W. Horne (20 avril 1929)
- Février 1929 Son Altesse Royale (Double Whoopee) de Lewis R. Foster (18 mai 1929)
- Février/mars 1929 Une saisie mouvementée (Bacon Grabbers) de Lewis R. Foster (19 octobre 1929) (sonore : musique et bruitage)
- Mars 1929 Entre la chèvre et le chou (Angora Love) de Lewis R. Foster (14 décembre 1929)

## Les courts métrages parlants
Les films produits à partir d'avril 1929 sont parlants et c'est une nouvelle technique que le duo comique va pleinement exploiter. Laurel et Hardy font partie de la minorité des acteurs du muet ayant réussi le passage au cinéma parlant et ce dernier conforte le succès du duo.
On n'a pas l’habitude (Unaccustomed As We Are) est le premier film parlant de Laurel et Hardy. Son titre vient de la formule : « unaccustomed as we are to public speaking » couramment employée en guise de préambule et de formule de politesse avant de commencer un discours. Il existe une particularité dans le doublage en langue française des Laurel et Hardy, ces derniers ont un accent très prononcé. Cela vient du fait que certaines des premières versions parlantes de leur comédies étaient tournées directement en français (voir chapitre Les films tournés en langues étrangères) par Oliver Hardy et Stan Laurel. Devant le succès de ses premières versions, les acteurs français ayant effectué le doublage ont conservé cet accent, lui donnant même une couleur « so british » qui fait désormais partie des personnages de Laurel et Hardy

### Distribué par Metro-Goldwyn-Mayer
- Mars/avril 1929 On n'a pas l’habitude (Unaccustomed As We Are) de Lewis R. Foster (4 mai 1929)
- Avril 1929 Laurel et Hardy en wagon-lit (Berth Marks) de Lewis R. Foster (1er juin 1929)
- Mai 1929 La flotte est dans le lac (Men O'War) de Lewis R. Foster (29 juin 1929)
- Juin 1929 Joyeux pique-nique (Perfect Day) de James Parrott (10 août 1929)
- Juillet 1929 Ils vont faire boum ! (They Go Boom!) de James Parrott (21 septembre 1929)
- Août/septembre 1929 Derrière les barreaux (The Hoose-Gow) de James Parrott (16 novembre 1929)
- Les Deux Cambrioleurs (connu aussi sous le titre Les Chouettes) (Night Owls) de James Parrott (4 janvier 1930)
- Quelle bringue ! (Blotto) de James Parrott (8 février 1930)
- Les Bons petits diables (Brats) de James Parrott (22 mars 1930)
- En dessous de zéro (Below Zero) de James Parrott (26 avril 1930)
- Les Bricoleurs (Hog Wild) de James Parrott (31 mai 1930)
- La Maison de la peur (The Laurel-Hardy Murder Case) de James Parrott (6 septembre 1930)
- Drôles de locataires (Another Fine Mess) de James Parrott (29 novembre 1930)
- Drôles de bottes (Be Big!) de James W. Horne (7 février 1931)
- Quand les poules rentrent au bercail (Chickens Come Home) de James W. Horne (21 février 1931)
- Le bon filon (Laughing Gravy) de James W. Horne (4 avril 1931)
- Justes Noces (Our Wife) de James W. Horne (16 mai 1931)
- Toute la vérité (Come Clean) de James W. Horne (19 septembre 1931)
- Laurel et Hardy campeurs (One Good Turn) de James W. Horne (31 octobre 1931)
- Les Deux Légionnaires (Beau Hunks) de James W. Horne (12 décembre 1931)
- Aidons-nous ! (Helpmates) de James Parrott (23 janvier 1932)
- Stan boxeur (Any Old Port!) de James W. Horne (5 mars 1932)
- Livreurs, sachez livrer ! (The Music Box) de James Parrott (16 avril 1932)
- Prenez garde au lion (The Chimp) de James Parrott (21 mai 1932)
- Maison de tout repos (County Hospital) de James Parrott (25 juin 1932)
- Les Deux Vagabonds (Scram!) de Ray McCarey (10 septembre 1932)
- Laurel et Hardy bonnes d'enfants (Their First Mistake) de George Marshall (5 novembre 1932)
- Marchands de poisson (Towed in a Hole) de George Marshall (31 décembre 1932)
- Les Joies du mariage (Twice Two) de James Parrott (25 février 1933)
- Les Deux Flemmards (Me and My Pal) de Charley Rogers (22 avril 1933)
- Laurel et Hardy policiers (connu aussi sous le titre Patrouille de Nuit) (The Midnight Patrol) de Lloyd French (3 août 1933)
- Laurel et Hardy menuisiers (Busy Bodies) de Lloyd French (7 octobre 1933)
- Les Ramoneurs (Dirty Work) de Lloyd French (25 novembre 1933)
- Gai, gai, marions-nous (Oliver the Eighth) de Lloyd French (13 janvier 1934)
- Les Jambes au cou (Going Bye-Bye!) de Charley Rogers (23 juin 1934)
- Les Joyeux Compères (Them Thar Hills) de Charley Rogers (21 juillet 1934)
- Le Bateau hanté (The Live Ghost) de Charley Rogers (8 décembre 1934)
- Laurel et Hardy électriciens (Tit for Tat) de Charley Rogers (5 janvier 1935)
- Les Rois de la gaffe (The Fixer Uppers) de Charley Rogers (9 février 1935)
- Qui dit mieux ? (Thicker Than Water) de James W. Horne (16 mars 1935)

## Les longs métrages
Laurel et Hardy tournent plusieurs longs métrages ; beaucoup sont des films musicaux, genre en vogue à l'époque. Beaucoup de longs métrages de Laurel et Hardy sont, à l'origine, des moyens métrages (de trois à cinq bobines) qui ont été rallongés pour atteindre le format du long métrage pour la diffusion à l'étranger. Soit avec des versions tournées dans la langue du pays (voir chapitre suivant), des montages de deux courts métrages ensemble, des scènes spécifiques absentes de la version originale diffusée aux États-Unis, comme Sous les verrous (Pardon Us), ou bien encore l'ajout en préambule d'un "court métrage inédit", comme dans Les As d'Oxford (A Chump at Oxford).

Les longs métrages reflètent aussi les dissensions entre Hal Roach et Laurel et Hardy au milieu des années trente, qui conduisent le duo à arrêter les courts-métrages et à changer de producteur après 1940.

### Produits par Hal Roach[7]
- Sous les verrous (Pardon Us) de James Parrott (15 août 1931)
- Les Sans-soucis (Pack Up Your Troubles) de George Marshall et Ray McCarey (17 septembre 1932)
- Fra Diavolo (The Devil's Brother) de Hal Roach (5 mai 1933)
- Les Compagnons de la nouba (Sons of the desert) de William A. Seiter (29 décembre 1933)
- Un jour une bergère (Babes in Toyland) de Gus Meins et Charley Rogers (4 décembre 1934)
- Bons pour le service (Bonnie Scotland) de James W. Horne (23 août 1935)
- La Bohémienne (The Bohemian Girl) de James W. Horne et Charley Rogers (14 février 1936)
- C'est donc ton frère (Our Relations) de Harry Lachman (30 octobre 1936)
- Laurel et Hardy au Far-West (Way Out West) de James W. Horne (16 avril 1937)
- Les montagnards sont là (Swiss Miss) de John G. Blystone (20 mai 1938)
- Têtes de pioche (Block-Heads) de John G. Blystone (19 août 1938)
- Laurel et Hardy conscrits (The Flying Deuces) d'A. Edward Sutherland (3 novembre 1939) - RKO Pictures
- Les As d'Oxford (A Chump at Oxford) d'Alfred J. Goulding (16 février 1940)
- Laurel et Hardy en croisière (Saps at Sea) de Gordon Douglas (3 mai 1940)

### Produits par la 20th Century-Fox et autres
- Quel pétard ! (Great Guns) de Monty Banks (2 octobre 1941)
- Fantômes déchaînés (A-Haunting We Will Go) d'Alfred L. Werker (7 août 1942)
- Laurel et Hardy chefs d'îlot (Air Raid Wardens) d'Edward Sedgwick (4 avril 1943) - Metro-Goldwyn-Mayer
- Les Rois de la blague (Jitterbugs) de Malcolm St. Clair (11 juin 1943)
- Maîtres de ballet (The Dancing Masters) de Malcolm St. Clair (19 novembre 1943)
- Le Grand Boum (The Big Noise) de Malcolm St. Clair (octobre 1944)
- Les Cuistots de sa majesté (Nothing But Trouble) de Sam Taylor (6 décembre 1944) - Loew's Productions
- Laurel et Hardy toréadors (The Bullfighters) de Malcolm St. Clair (mai 1945)
- Atoll K (Atoll K) de Léo Joannon (17 octobre 1951)[8] Coproduction franco-italienne

## Caméos et apparitions
Parallèlement à leur carrière d'acteur et en raison de leur grande popularité, Laurel et Hardy sont sollicités pour apparaître dans des productions autres que les leurs. Cela peut aller du simple caméo clin d'œil comme dans En vadrouille (On the Wrong Trek) à un rôle à part entière comme dans Hollywood Party. Leur participation peut être sollicitée pour promouvoir l'activité du studio comme Hollywood chante et danse (The Hollywood Revue of 1929) pour la nouvelle technique du cinéma parlant ou Le Chant du bandit (The Rogue Song) pour un procédé couleur. Parfois cette participation est destinée à soutenir un film comme dans On the Loose avec lequel Hal Roach entend bien lancer un nouveau duo comique féminin, ou une cause avec un court métrage destiné à recouvrir des fonds pour le National Variety Artists Tuberculosis Sanatarium, Les Bijoux volés (The Slippery Pearls).
- Hollywood chante et danse (The Hollywood Revue of 1929) de Charles Reisner (23 novembre 1929) - Apparition
- Le Chant du bandit (The Rogue Song) de Lionel Barrymore (10 mai 1930) - Apparition de soutien
- Les Bijoux volés (The Slippery Pearls) de William C. McGann (4 avril 1931) - Caméo
- On the Loose de Hal Roach (26 décembre 1931) - Caméo
- Wild Poses de Robert F. McGowan (28 octobre 1933) - Caméo
- Hollywood Party (1er juin 1934) - Apparition conséquente (rôles véritables)
- En vadrouille (On the Wrong Trek) de Harold Law (18 avril 1936) - Caméo
- Galaxy of Stars (1936) - Film promotionnel des studios de la Metro-Goldwyn-Mayer
- On demande une étoile (Pick a Star) de Edward Sedgwick (21 mai 1937) - Apparition conséquente
- The Tree in a Test Tube de Charles McDonald (1942) - Film de propagande du gouvernement américain.

## Les films tournés en langues étrangères
Avec l'apparition du cinéma parlant se pose la question de la distribution des films à l'étranger. À l'époque du muet, il suffit d'intercaler au montage, des intertitres spécifiques à la langue du pays dans lequel on veut les distribuer. Avec les débuts du parlant, même si la post-synchronisation existe pour les bruitages et que le doublage existe, les Studios Hal Roach choisissent de tourner des versions spécifiques à destination des pays étrangers. Certaines scènes sont alors tournées en différentes langues, parfois avec des acteurs du pays visé.
Ils sont parfois le montage de deux courts métrages ensemble et ont aussi souvent des scènes additionnelles inédites. De plus, l'histoire des différentes copies des films étant différente, il arrive que subsistent des versions en langue étrangère qui soient en meilleur état et plus complètes que leurs originaux. Quelle bringue ! (Blotto) en est une bonne illustration. Tourné à l'époque du Pré-Code, il va subir la censure et être expurgé de près d'une bobine et être remonté en 1937 par la censure. La version originale en anglais de 1930 a disparu et il ne reste plus désormais que La Vida nocturna (version en espagnol) pour se faire une idée de ce qu'était le film original.
Ces versions en langues étrangères qui peuvent être considérées comme des films à part entière ont été tournées et distribuées durant une très courte période en 1930 et 1931 et ne concernent qu'une dizaine de courts-métrages de Laurel et Hardy.

- à partir de Night Owls : Ladrones (es) / Ladroni (it)
- à partir de Blotto : / La Vida nocturna (es) / Une nuit extravagante (fr)
- à partir de Brats : Gluckliche kindheit (de)
- à partir de Below Zero : Tiembla y titubea (es)
- à partir d'Hog Wild : Radiomanía (es) / Pêle-mêle (fr)
- à partir de The Laurel-Hardy Murder Case + Berth Marks : Noche de duendes (es) / Feu mon oncle (fr) / Spuk um mitternacht (de)
- à partir de Chickens Come Home : Politiquerías (es) / Les Trois Mariages de Laurel et Hardy (fr)
- à partir de Be Big + Laughing Gravy : Les Carottiers (fr) / Los Calaveras (es)
- à partir de Pardon Us : De bote en bote (es) / Sous les verrous (fr) / Hinter schloss und riegel (de) / Muraglie (it)

## Film biographique sur Laurel et Hardy
- 2018 : Stan and Ollie (Stan & Ollie) de Jon S. Baird avec Steve Coogan et John C. Reilly qui incarnent respectivement Stan Laurel et Oliver Hardy.
Le film se concentre sur l'année 1953 durant laquelle le duo prend conscience de son déclin populaire.

## Divers
Les films de Laurel et Hardy ont eu très rapidement un succès planétaire et subirent une exploitation pas toujours respectueuse. C'était aussi la grande époque du « cinéma familial » où les bobines et les formats ne correspondaient pas forcément à ceux des originaux. Les longs métrages ont été parfois l'occasion d'en tirer « plusieurs » courts métrages. Il s'ensuit une multitude de copies tronquées ou ayant des montages inédits sans qu'on puisse véritablement les considérer comme faisant partie de la filmographie de Laurel et Hardy. À l'inverse, en vue d'une exploitation en salle, certains longs métrages ont été constitués à partir de plusieurs courts métrages à l'image du film français Les Trois mariages de Laurel et Hardy sorti en 1946.
Le succès de Laurel et Hardy initia beaucoup de produits dérivés sur lesquels leurs créateurs n'eurent pas toujours la maîtrise. Les bandes dessinées reprenant les personnages et tentant de reproduire les traits de Stan Laurel et Oliver Hardy apparaissent dès le début des années trente. En 1961, après le décès d'Oliver, Stan vendit les droits de reproduction à Larry Harmon et en 1966 et 1967 William Hanna et Joseph Barbera ont produit près de 150 courts dessins animés destinés à la diffusion télévisuelle.
La plupart des comédies de Laurel et Hardy sont ressorties en versions colorisées consécutivement à la demande des télévisions américaines. Le procédé a été inventé par Wilson Markle et a d'abord été utilisé en 1970 pour ajouter la couleur à des images monochromes de la Lune par la mission Apollo. En 1983, Markle fonde Colorisation, Inc. et associé aux Studios Hal Roach, se lance dans la colorisation systématique de leurs films. Les procédés de l'époque sont loin d'avoir les performances des procédés actuels et le résultat, au-delà du débat sur l'intégrité de l'œuvre originale, est très médiocre. La colorisation gomme les détails et n'a un rendu acceptable qu'en produit télévisuel de petit format.

Il est très difficile de mesurer l'impact de la colorisation sur la diffusion des films et la persistance du succès de Laurel et Hardy. L'aspect indéniablement positif résulte de la nécessité d'une restauration de la copie en noir et blanc avant d'y appliquer tout procédé qui permet aujourd'hui de bénéficier de copies monochromes de ces comédies d'excellente qualité.

### Sources
- (en) Wes D. Gehring, Laurel & Hardy : a bio-bibliography, New York, Greenwood Press, 1990, 307 p. (ISBN 978-0-313-25172-6, lire en ligne)
- (en) Base de données de la Svenska Filminstitutet (Institut suédois du film)
- Base de données silentera.com